# El Kere
Cet article concerne une localité. Pour l'ancienne subdivision administrative, voir El Kere (awraja). Pour le district actuel, voir Elkere.
El Kere, ou Elkere, est une localité du Sud de l’Éthiopie située dans la zone Afder de la région Somali.
Cette localité compte 1 777 habitants au recensement de 2007 et se trouve environ 120 km au sud d'Imi par la route,.
Actuel centre administratif du woreda Elkere (ou Serer), elle était au XXe siècle la capitale de l'awraja El Kere dans l'ancienne province du Balé.